# Eduard Márquez
Eduard Márquez Tañá (Barcelona, noviembre de 1960) es un escritor español de poesía, narrativa infantil y juvenil, relatos cortos y novelas, tanto en castellano como en catalán.

## Biografía
Educador de profesión, con el paso de los años terminó por dedicarse por completo a escribir. Sus primeros pasos fueron con la poesía, —La travesía innecesaria (1991) y Antes de la nieve (1994)— y las narraciones cortas que ven la luz en distintos momentos de su carrera literaria: por vez primera en 1995 con Zugzwang, seguida de L'eloqüència del franctirador (1998) y ya en 2014 con la antología Vint-i-nou contes menys. Al mismo tiempo ha sido un prolífico autor de obras dirigidas al lector infantil y juvenil, donde brillan los personajes despiertos, cotidianos y espontáneos con obras como  La maledicció del cavaller Nomormai (2000), Els somnis de l'Aurèlia o L'Aurèlia i el robaombres (2001, 2002). En la novela aparece el autor en los años 2000 con Cinc nits de febrer y El silenci dels arbres, obra finalista del premio Llibreter 2004; dos años más tarde, con La decisió de Brandes, ganó el premio de la Crítica de narrativa catalana, el premio QWERTY de BTV y el premio Octavi Pellissa.
Su cuento Zugzwang está protagonizado por Grette Bürnsten, una contorsionista judeoaustríaca ficticia que Márquez logró colar en una enciclopedia en la que trabajaba, y que ha sido incluida por error en sitios como Biografías y Vidas.
Márquez ha sido considerado un autor austero, de gran concisión y precisión lingüística, con personajes cuidadosamente construidos y textos depurados y, en apariencia, sencillos.